# Martín del Río
Martín del Río ist eine spanische Gemeinde in der Provinz Teruel, die zur Autonomen Region Aragonien gehört. Sie ist Teil der Comarca (Kreis) Cuencas Mineras. 2024 hatte die Gemeinde 370 Einwohner. 

## Lage
Martín del Río liegt circa 60 Kilometer nordnordöstlich der Provinzhauptstadt Teruel in einer Höhe von ca. 910 m. 

## Bevölkerungsentwicklung
| Jahr      | 1970 | 1981 | 1991 | 2001 | 2011 | 2021 |
| Einwohner | 722  | 607  | 574  | 476  | 426  | 374  |

## Sehenswürdigkeiten
- Martinskirche